# ジェイアー・ジャージェンス
ジェイアー・フランソワーズ・ジャージェンス（Jair Francoise Jurrjens, 1986年1月29日 - ）は、オランダ領アンティル・キュラソー島ウィレムスタッド出身のプロ野球選手（投手）。右投右打。北米独立リーグ・アメリカン・アソシエーションのリンカーン・ソルトドッグス所属。

## 経歴

### タイガース時代
2003年5月22日にアマチュアFAでデトロイト・タイガースと契約。
2006年開幕前の3月に開催された第1回WBCのオランダ代表に選出された。
2007年はAA級エリー・シーウルブズで19試合に登板し、防御率3.20、7勝5敗を記録。8月15日にメジャー昇格を果たし、同日のクリーブランド・インディアンス戦でメジャーデビュー。先発として登板したが、7回を投げ5安打4失点で初黒星を喫した。この年は7試合に登板し、3勝1敗、防御率4.70で終えた。

### ブレーブス時代
2007年10月29日にエドガー・レンテリアとのトレードで、ゴーキース・ヘルナンデスと共にアトランタ・ブレーブスへ移籍した。
2008年は13勝を挙げ、ジオバニー・ソト、ジョーイ・ボットに次ぐ、新人王で第3位の得票数を獲得した。
2011年には開幕こそ出遅れたものの、5連勝で5月の月間MVPに選出された。また、リーグ最速で二桁勝利に到達し、オールスターにも選ばれている。
2012年11月30日にFAとなった。

### オリオールズ時代
2013年1月24日にボルチモア・オリオールズと契約した。しかし、身体検査で異常が見つかり、2月15日にマイナー契約を結んだ。AAA級ノーフォーク・タイズで開幕を迎え、5月18日にメジャーに昇格。同日のタンパベイ・レイズ戦に登板したが、5回4失点と結果を残せず、5月21日にAAA級ノーフォークへ降格した。6月29日にメジャーへ再昇格。同日のニューヨーク・ヤンキース戦で2.1回を投げ、3安打無失点に抑えたが、7月1日にAAA級ノーフォークへ降格した。7月12日にDFAとなり、18日にFAとなった。

### タイガース傘下時代
2013年7月24日に古巣・タイガースとマイナー契約を結んだ。AAA級トレド・マッドヘンズで7試合に先発登板して1勝4敗・防御率5.49・24奪三振の成績を残した。11月5日にFAとなった。

### レッズ傘下時代
2014年5月19日にシンシナティ・レッズとマイナー契約を結び、傘下のAAA級ルイビル・バッツでプレーした。

### ロッキーズ時代
2014年7月2日にハロルド・リギンスとのトレードで、コロラド・ロッキーズへ移籍した。7月4日にロッキーズとメジャー契約を結び、同日のロサンゼルス・ドジャース戦に登板したが、4.2回を12安打8失点と打ち込まれ、2度目の登板となった7月9日のサンディエゴ・パドレス戦でも、4.2回で8安打3失点と結果を残せず、7月11日にAAA級コロラドスプリングス・スカイソックスへ降格した。その後メジャーへの昇格がないまま、7月21日にDFAとなり、23日にAAA級コロラドスプリングスへ降格した。11月3日にロッキーズとマイナー契約で再契約した。
2015年は開幕からAAA級アルバカーキ・アイソトープスでプレーしていたが、8月29日に自由契約となった。
オフの10月12日に第1回WBSCプレミア12のオランダ代表候補選手36名に選出され、20日に第1回WBSCプレミア12のオランダ代表選手28名に選出された。

### 統一ライオンズ時代
2016年は中華職業棒球大聯盟（CPBL）の統一セブンイレブン・ライオンズでプレー。7月31日に退団した。

### 統一ライオンズ退団後
2016年10月18日に日本代表との強化試合のオランダ代表に選出された。
2017年1月31日に第4回WBCのオランダ代表に選出され、3大会ぶり2度目の選出を果たした。2月7日に同年のアメリカ遠征のオランダ代表に選出された。

### ドジャース傘下時代
2017年4月4日にドジャースとマイナー契約を結んだ。6月15日、ドーピング検査で禁止薬物のテストステロンに陽性反応を示したため80試合の出場停止処分を受けた。11月7日にFAとなった。

### 独立リーグ時代
2018年3月7日に、アトランティックリーグのロングアイランド・ダックスと契約した。9試合に登板して3勝3敗、防御率3.55の成績を残した。シーズン終了後に退団した。

### メキシカンリーグ時代
2019年はいずれのチームにも所属しなかった。オフの12月20日にメキシカンリーグのラグナ・ユニオン・コットンファーマーズと契約。
2020年はメキシカンリーグが新型コロナウイルスの感染拡大の影響で中止となったため、公式戦でプレーすることはなかった。
2021年6月8日にオアハカ・ウォーリアーズと契約。この年は7試合に先発登板して3勝1敗、防御率4.26の成績を残した。
2022年5月17日にサルティーヨ・サラペメーカーズと契約したが、未登板のまま25日に退団した。7月1日にモンクローバ・スティーラーズと契約した。
2024年5月4日にタバスコ・オルメクスと契約したが、1試合のみの登板で同7日に退団した。

### 独立リーグ時代
2025年4月26日にアメリカン・アソシエーションのリンカーン・ソルトドッグスと契約した。

## 詳細情報

### 年度別投手成績
| 年 度     | 球 団     | 登 板 | 先 発 | 完 投 | 完 封 | 無 四 球 | 勝 利 | 敗 戦 | セ 丨 ブ | ホ 丨 ル ド | 勝 率 | 打 者 | 投 球 回 | 被 安 打 | 被 本 塁 打 | 与 四 球 | 敬 遠 | 与 死 球 | 奪 三 振 | 暴 投 | ボ 丨 ク | 失 点 | 自 責 点 | 防 御 率 | W H I P |
| --------- | --------- | ----- | ----- | ----- | ----- | -------- | ----- | ----- | -------- | ----------- | ----- | ----- | -------- | -------- | ----------- | -------- | ----- | -------- | -------- | ----- | -------- | ----- | -------- | -------- | ------- |
| 2007      | DET       | 7     | 7     | 0     | 0     | 0        | 3     | 1     | 0        | 0           | .750  | 122   | 30.2     | 24       | 4           | 11       | 0     | 1        | 13       | 2     | 0        | 16    | 16       | 4.70     | 1.14    |
| 2008      | ATL       | 31    | 31    | 0     | 0     | 0        | 13    | 10    | 0        | 0           | .565  | 813   | 188.1    | 188      | 11          | 70       | 9     | 4        | 139      | 3     | 0        | 87    | 77       | 3.68     | 1.37    |
| 2009      | ATL       | 34    | 34    | 0     | 0     | 0        | 14    | 10    | 0        | 0           | .583  | 884   | 215.0    | 186      | 15          | 75       | 1     | 3        | 152      | 3     | 2        | 71    | 62       | 2.60     | 1.21    |
| 2010      | ATL       | 20    | 20    | 0     | 0     | 0        | 7     | 6     | 0        | 0           | .538  | 500   | 116.1    | 120      | 13          | 42       | 5     | 2        | 86       | 2     | 0        | 63    | 60       | 4.64     | 1.39    |
| 2011      | ATL       | 23    | 23    | 2     | 1     | 0        | 13    | 6     | 0        | 0           | .684  | 627   | 152.0    | 142      | 14          | 44       | 5     | 4        | 90       | 4     | 2        | 52    | 50       | 2.96     | 1.22    |
| 2012      | ATL       | 11    | 10    | 0     | 0     | 0        | 3     | 4     | 0        | 0           | .429  | 227   | 48.1     | 72       | 8           | 18       | 0     | 1        | 19       | 1     | 0        | 40    | 37       | 6.89     | 1.86    |
| 2013      | BAL       | 2     | 1     | 0     | 0     | 0        | 0     | 0     | 0        | 0           | ----  | 31    | 7.1      | 9        | 1           | 1        | 0     | 0        | 6        | 1     | 0        | 4     | 4        | 4.91     | 1.36    |
| 2014      | COL       | 2     | 2     | 0     | 0     | 0        | 0     | 1     | 0        | 0           | .000  | 50    | 9.1      | 20       | 4           | 3        | 0     | 1        | 9        | 1     | 0        | 11    | 11       | 10.61    | 2.46    |
| 2016      | 統一      | 17    | 16    | 0     | 0     | 0        | 6     | 7     | 0        | 1           | .462  | 412   | 90.1     | 115      | 13          | 28       | 0     | 1        | 67       | 3     | 0        | 66    | 54       | 5.38     | 1.58    |
| MLB：8年  | MLB：8年  | 130   | 128   | 2     | 1     | 0        | 53    | 38    | 0        | 0           | .582  | 3254  | 767.1    | 761      | 70          | 264      | 20    | 16       | 514      | 17    | 4        | 344   | 317      | 3.72     | 1.34    |
| CPBL：1年 | CPBL：1年 | 17    | 16    | 0     | 0     | 0        | 6     | 7     | 0        | 1           | .462  | 412   | 90.1     | 115      | 13          | 28       | 0     | 1        | 67       | 3     | 0        | 66    | 54       | 5.38     | 1.58    |

- 2016年度シーズン終了時
- 各年度の太字はリーグ最高

### 記録
MLB
- オールスターゲーム選出：1回（2011年）

### 背番号
- 46（2007年）
- 49（2008年 - 2013年）
- 41（2014年）
- 49（2016年）

### 代表歴
- 2006 ワールド・ベースボール・クラシック・オランダ代表
- 2015 WBSCプレミア12 オランダ代表
- 2017 ワールド・ベースボール・クラシック・オランダ代表
- 2019 WBSCプレミア12 オランダ代表